# 夕やけだん団
『夕やけだん団』（ゆうやけだんだん）は、フライングドッグによる、109シネマズの劇場作品の広告の間に公開された日本のアニメーション作品。

## 概要
東京都の夕やけだんだんとその周辺の下町の夕日をバックに、二足歩行する猫のコトブキと少女ナナミの会話を中心とした短編アニメ。109シネマズの予告編の上映時間に、1本あたり1分半の短編としてファーストシーズンが2015年4月から2015年9月まで上映された。全編フルCGで描かれており、キャラクターの動きにはモーションキャプチャーを使用していた。各話、主要キャラクター以外の声は、全て山寺宏一が担当した（落語家、豆腐屋さんのラッパ、ラジオの声など）。作中の背景は実際にある場所を2Dルックに描き使用された。

## ストーリー
東京都台東区の『夕やけだんだん』と呼ばれる階段にて、少女ナナミは二足歩行をする奇妙なネコと出会う。江戸っ子と自分のことを語るネコのコトブキと、好奇心旺盛な少女ナナミ。二人（一人と一匹）のゆるい会話を繰り広げる粋でいなせなショートアニメーション。

## 登場キャラクター
コトブキ
声：山寺宏一
モーション:岡本ナミ
夕やけだんだんに現れるネコ。自称江戸っ子。
ナナミ
声：柴紅音
モーション：谷川智美
猫耳の形をしたヘッドホンをつけた少女。コトブキのことが気になっている。

## スタッフ
- キャラクターデザイン - 村田蓮爾
- 脚本 - 藤沢文翁
- 監督 - 二村秀樹
- 美術監督 - 今野明美
- 企画 - 佐々木史朗（フライングドッグ）
- プロデューサー - 尾留川宏之、渡邊智博、藤﨑淳、佐伯博幸、小俣明徳
- アニメーションプロデューサー - 大川達也
- アニメーションディレクター - 川田和賜
- テクニカルディレクター - 住田永司
- チーフモデラー - 糸雅俊夫
- モデラー - 杉本涼、高村智、福岡正泰、腰水竜也、秦健太郎、内堀時光、平井絵美、鈴木彰太
- アニメーション - 稲塚弘樹、岩田裕美、黒澤あかね、有村隆広、松本教子 (StudioDessa)
- MCアクター - 岡本ナミ、谷川智美 (アクロスエンタテインメント)
- ロゴデザイン - 萩原栄一 (bigbody)
- 音楽 - 伊賀拓郎
- 音楽プロデューサー - 西辺誠
- 音楽制作 - フライングドッグ
- 整音 - 中野陽子
- 効果 - 高梨絵美
- アシスタント - 今沢尚樹
- スタジオ - ビクタースタジオ501
- スタジオ担当 - 樋笠一博
- 音響監督 - 野崎圭一
- 音響制作 - ドッグオンビート
- 企画協力 - アイウォズ・ア・バレリーナ、アクロスエンタテインメント、東急レクリエーション
- 協力 - 109シネマズ、荒川区、台東区フィルム・コミッション
- 宣伝プロデューサー - 菅原貴範
- 制作 - ダイナモピクチャーズ
- 製作 - フライングドッグと熊猫団